# Salvador Botella
Salvador Botella Rodrigo (Almussafes, 27 de março de 1929 - † Ribarroja del Turia, 17 de dezembro de 2006) "o Xiquet de Benifaió" como se lhe apelidava nos meios desportivos e jornalísticos da sua época nasceu em Almussafes, mas aos poucos meses os seus pais se mudaram a Benifaió,  por este motivo e o facto de que Botella sempre se sentiu de Benifaió é pelo que algumas fontes o citam como o seu lugar natal. Foi um ciclista espanhol, profissional entre 1953 e 1962, cujos maiores sucessos desportivos obteve-os no Giro d'Italia, onde além de conseguir duas vitórias de etapa foi o primeiro ciclista espanhol em ser líder da grande rodada italiana ao vestir a maglia rossa na edição de 1958; na Volta a Espanha onde obteria uma vitória de etapa, luziu o maillot de líder durante uma etapa e proclamar-se-ia numa ocasião vencedor da classificação por pontos, e na Volta à Catalunha vencedor em duas ocasiões.

## Palmarés
| - 1949 - 1 etapa Volta a Levante - 1953 - Volta à Catalunha , mais 1 etapa - 1954 - Volta a Levante e 1 etapa - 1 etapa da Bicicleta Eibarresa - 1955 - Troféu Jaumendreu - 1 etapa na Volta à Andaluzia - 1 etapa no Tour dos Pirenéus - 1 etapa da Volta à Catalunha - 1956 - Challenge de Mallorca - 1 etapa na Bicicleta Eibarresa - 1957 - 1 etapa na Volta à Catalunha - 2 etapas da Volta a Levante - 2 etapas da Volta à La Rioja | - 1958 - 1 etapa no Giro d'Italia - Classificação por pontos na Volta a Espanha - 2.º Campeonato da Espanha de ciclismo de estrada - 1959 - Volta à Catalunha - 1960 - 1 etapa na Volta a Espanha - 1 etapa no Giro d'Italia - 1961 - Volta a Levante - 2 etapas na Volta à Andaluzia - 1962 - 1 etapa Volta a Levante |

## Resultados em Grandes Voltas
Durante a sua carreira desportiva tem conseguido os seguintes postos nas Grandes Voltas:
| Carreira           | 1954 | 1955 | 1956 | 1957 | 1958 | 1959 | 1960 | 1961 |
| ------------------ | ---- | ---- | ---- | ---- | ---- | ---- | ---- | ---- |
| Giro d'Italia      | 45.º | 8.º  | Ab.  | Ab.  | 15.º | -    | 29.º | Ab.  |
| Tour de France     | 54.º | Ab.  | 65.º | -    | Ab.  | -    | -    | -    |
| Volta a Espanha    | X    | 11.º | Ab.  | 10.º | 14.º | 24.º | 7.º  | 14.º |
| Mundial em Estrada | -    | Ab.  | Ab.  | 35.º | -    | 33.º | -    | Ab.  |

## Trajectória como directivo
Director Técnico das equipas ciclistas: Licor 43 (1964) e Pepsi-Cola (1969).
Foi presidente da Federação Valenciana de Ciclismo entre 1966 e 1979, e vice-presidente da espanhola